# Diplonevra deutera
Diplonevra deutera är en tvåvingeart som beskrevs av Borgmeier 1969. Diplonevra deutera ingår i släktet Diplonevra och familjen puckelflugor.
Artens utbredningsområde är Bolivia. Inga underarter finns listade i Catalogue of Life.